# Braunschweiger Friedenskongress

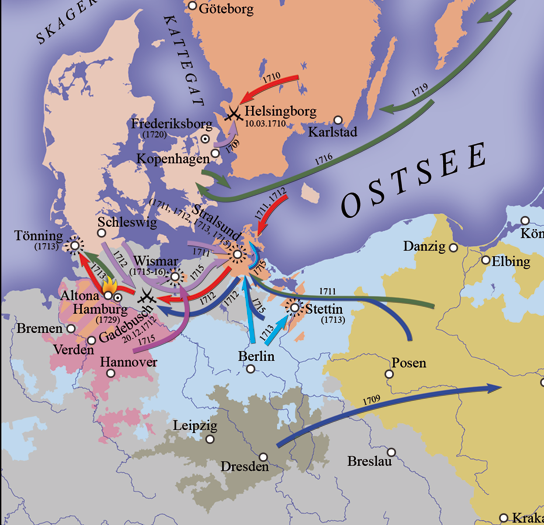
Norddeutscher Kriegsschauplatz zwischen 1711 und 1715

Der Braunschweiger Friedenskongress von 1712 bis 1714 waren gescheiterte Friedensverhandlungen unter Führung des Kaisers Karl VI. zur Beendigung des Großen Nordischen Krieges.

## Vorgeschichte
In dieser Zeit wurde der Norden des Heiligen Römischen Reiches schwer in Kampfhandlungen der kriegsführenden Mächte verwickelt. Dänen, Sachsen und Russen kämpften seit 1711 in Bremen-Verden, Mecklenburg, Holstein-Gottorp, Hamburg und Schwedisch-Pommern gegen die Schweden. Die Seemächte Großbritannien, die Republik der Sieben Vereinigten Provinzen und der Kaiser wollten durch die Berufung eines Friedenskongresses nach Braunschweig die kriegführenden Staaten von einer weiteren Verheerung des Reichsgebiets abhalten.
Neben den Friedensschlüssen von 1713 und 1714 war in Norddeutschland zweifellos die Thronfolge des hannoverschen Kurfürsten Georg Ludwig im August 1714 im Königreich Großbritannien das bedeutendste Ereignis. Die britisch-hannoversche Personalunion veränderte die politische Konstellationen Mittel- und Nordeuropa. Kurhannover, die stärkste politisch-militärische Kraft in Norddeutschland, hatte jetzt die politische Deckung einer Weltmacht.

## Verlauf

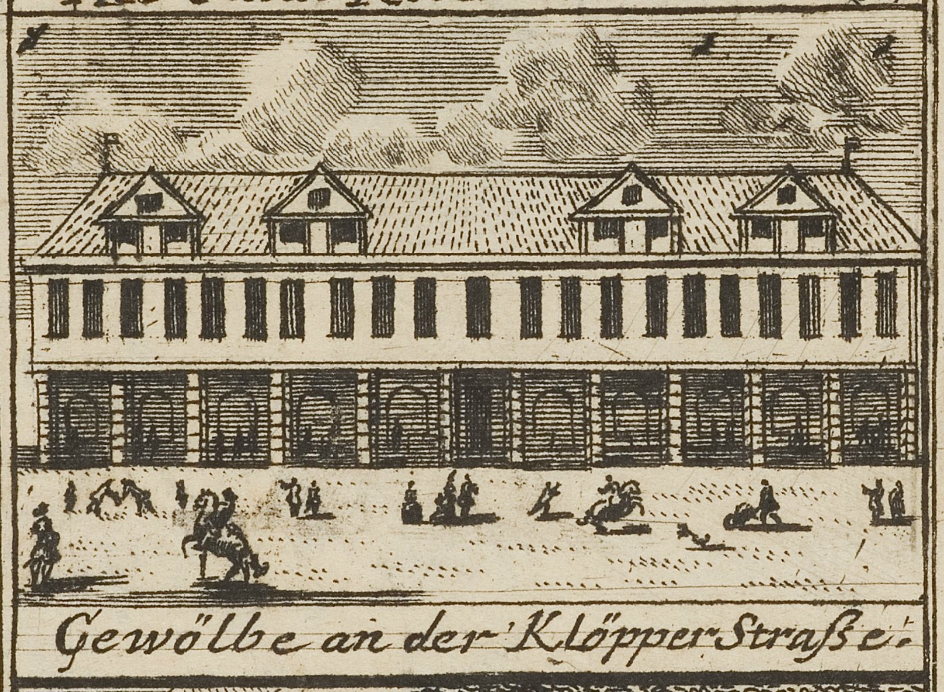
Schauplatz der Friedensverhandlungen: Der Börsensaal in der Klöpperstraße (heute Neue Straße 20)

Ständiger Ort der Verhandlungen war Braunschweig. Im März 1713 wurde der Braunschweiger Kongress vertagt, zum großen Ärger Karls VI., der soeben den Frieden von Utrecht hatte hinnehmen müssen und keine Kräfte mehr für den Konflikt im Norden frei hatte. Zudem schaltete sich auch noch Preußen in den Krieg ein, indem es am 6. Oktober 1713 den Vertrag von Schwedt schloss.
Am Ende desselben Jahres 1713 lud der Kaiser noch einmal zu einem Friedenskongress nach Braunschweig ein. Dem vom Kaiser im März 1714 angeregten Kongress blieben mit Preußen, Kurhannover und Schweden die wichtigsten Mächte fern. Da Schweden die Rückgabe aller eroberten schwedischen Besitzungen forderte, scheiterten im Juni 1714 abermals die Gespräche. Der Präsident des Braunschweiger Kongresses von 1714 war Damian Hugo Philipp von Schönborn.

## Bewertung
Der Kongress diente den Habsburgern primär als Informationsbörse mit dem Ziel, Preußen und Hannover gegeneinander auszuspielen.
Die wiederholten Initiativen Karls VI., die Kriegsgegner zu direkten Gesprächen zu vereinen, blieben erfolglos. Die Delegierten waren nur zeitweise anwesend, die Verhandlungen wurden immer wieder verschleppt oder unterbrochen. Der Kongress begünstigte allerdings verdeckte Verhandlungen zwischen Kurhannover, Preußen und Dänemark.